# Erhan Ufak
Erhan Ufak (* 5. Mai 1978 in Baskil) ist ein türkischer Schauspieler.

## Biografie
Seit 2004 spielt Ufak in der Sendung Tal der Wölfe die Rolle des Güllü Erhan, ein Helfer von Polat Alemdar (gespielt von Necati Şaşmaz), dem Protagonisten der Sendung. Auch bei der ersten Verfilmung der Sendung Tal der Wölfe – Irak, war Ufak beteiligt.

## Privates
- Er ist Cousin ersten Grades von Necati Şaşmaz.
- Er schloss das Lise (in Deutschland mit dem Gymnasium vergleichbar) ab und absolvierte eine Ausbildung in der Tourismusbranche.
- Mitte September 2013 gründete Ufak in Ankara seine Immobilienfirma mit dem Namen „Erhan Ufak Gayrımenkul“.[1]

## Filmografie

### Fernsehserien
- 2004–2005: Tal der Wölfe (Kurtlar Vadisi)
- 2007: Tal der Wölfe – Terror (Kurtlar Vadisi Terör)
- 2007–2016: Tal der Wölfe – Hinterhalt (Kurtlar Vadisi Pusu)

### Filme
- 2006: Tal der Wölfe – Irak (Kurtlar Vadisi Irak)
- 2017: Tal der Wölfe – Vaterland (Kurtlar Vadisi – Vatan)